# Paratragon jadoti
Paratragon jadoti là một loài bọ cánh cứng trong họ Cerambycidae.